# ديرك آدامز
ديرك آدامز (بالألمانية: Dirk Adams )‏ (و. 1968 – م) هو سياسي، من ألمانيا، هو عضوٌ في حزب الخضر الألماني.

## مناصب
تولى منصب عضو مجلس الشورى الموحد تورنغن.